# Chùa Mía
Chùa Mía (tên chữ: Sùng Nghiêm tự, 崇嚴寺) là một ngôi chùa ở xã Đường Lâm, thị xã Sơn Tây, thành phố Hà Nội. Xưa kia, vùng này là Cam Giá, tên Nôm là Mía, nên chùa này được quen gọi là chùa Mía. Đây là ngôi chùa lưu giữ nhiều tượng nghệ thuật nhất Việt Nam (287 tượng).

## Lịch sử
Ban đầu, chùa có quy mô nhỏ, được xây dựng từ xa xưa. Năm 1632, Phi tần trong phủ chúa Trịnh Tráng là Ngô Thị Ngọc Diệu (còn có tên là Nguyễn Thị Ngọc Dong)  thấy miếu bị hoang phế điêu tàn nên đã cùng cha mẹ và người dân các làng thuộc tổng Cam Giá (tức Tổng Mía) cùng nhau tôn tạo lại. Phi tần Ngọc Dong vốn là người làng Nam Nguyễn (Nam An) trong Tổng Mía, nên được người mến mộ gọi là "Bà Chúa Mía", đồng thời đã tạc tượng đưa vào phối thờ ở chùa và còn có đền thờ riêng. Về sau chùa được tu bổ nhiều lần, song đến nay quy mô tôn tạo thời Bà chúa Mía dường như vẫn được bảo tồn nguyên vẹn.

## Kiến trúc
Gác chuông của chùa là ngôi nhà 3 gian làm theo kiểu chồng diêm 2 tầng 8 mái. Các góc mái đều gắn đao triện. Sàn nhà bằng gỗ, ở tầng gác có hàng lan can tiện. Các ván long, xà nách đều được bào xoi cạnh và chạm trang trí đề tài hoa lá. Trên gác treo một quả chuông đúc năm Cảnh Hưng thứ 4 (1743) và một khánh đồng đúc năm Thiệu Trị thứ 6 (1864).
Gần gác chuông và cây đa cổ thụ là tòa bảo tháp Cửu phẩm Liên Hoa cao 13 m thờ vọng Xá Lợi đức Phật.
Trong tiền đường, ở gian phải có tấm bia khắc năm 1634, nói về việc trùng tu chùa năm 1632. Bia trang trí đẹp, cao hơn 1,6 m, rộng 1,2 m, dựng trên lưng một con rùa. Gian trái tiền đường có bàn thờ công chúa Liễu Hạnh. Sau tiền đường là chùa Trung, tiếp theo là chùa Thượng - hậu đường. Có hai dãy hành lang nối chùa Trung và chùa Thượng, bao quanh lấy Phật điện ở giữa.
Chùa Trung và chùa Thượng còn giữ được bộ khung gỗ mà có nhiều phần điêu khắc có từ thế kỷ 17. Chùa Mía khá nổi tiếng với số tượng có ở đây: có đến 287 pho tượng lớn, nhỏ, trong đó có 6 pho tượng đồng, 106 pho tượng gỗ và 174 pho tượng bằng đất luyện được sơn son thếp vàng. Ở chùa Trung có hai pho tượng Hộ pháp lớn và 8 pho tượng Kim Cương. Mỗi pho tượng là hình tượng một võ tướng đang trong tư thế chuẩn bị chiến đấu để trừ tà bảo vệ phật pháp. Hình khối, bố cục vững chắc, thân hình cân đối, đường nét thoải mái và khỏe. Tại chùa Thượng, người ta còn thấy các động bằng đất đắp. Trong và xung quanh các động có khá nhiều tượng. Trong một động có cả tượng Phật Thích Ca nhập Niết bàn. Pho tượng Tuyết Sơn cao 0,76 m và Quan Âm Tống Tử cao 0,76 m ở đây cũng rất đẹp. Tượng Quan Âm thường được gọi là tượng Bà Thị Kính. Tượng này diễn tả một người phụ nữ thùy mị, có duyên, vẻ mặt hơi buồn nhưng rất hiền từ nhân hậu, ẵm một đứa bé bụ bẫm kháu khỉnh. Đường nét chạm khắc mềm mại, trau truốt.
Người làng Mía có câu ca dao về pho tượng:
Nổi danh chùa Mía làng ta,
Có pho Tống Tử Phật Bà Quan Âm
Với những tác phẩm nghệ thuật điêu khắc và kiến trúc độc đáo, với quy mô bề thế và đẹp. Chùa Mía đã được Bộ Văn hóa - Thông tin xếp hạng là di tích kiến trúc nghệ thuật.

## Hình ảnh

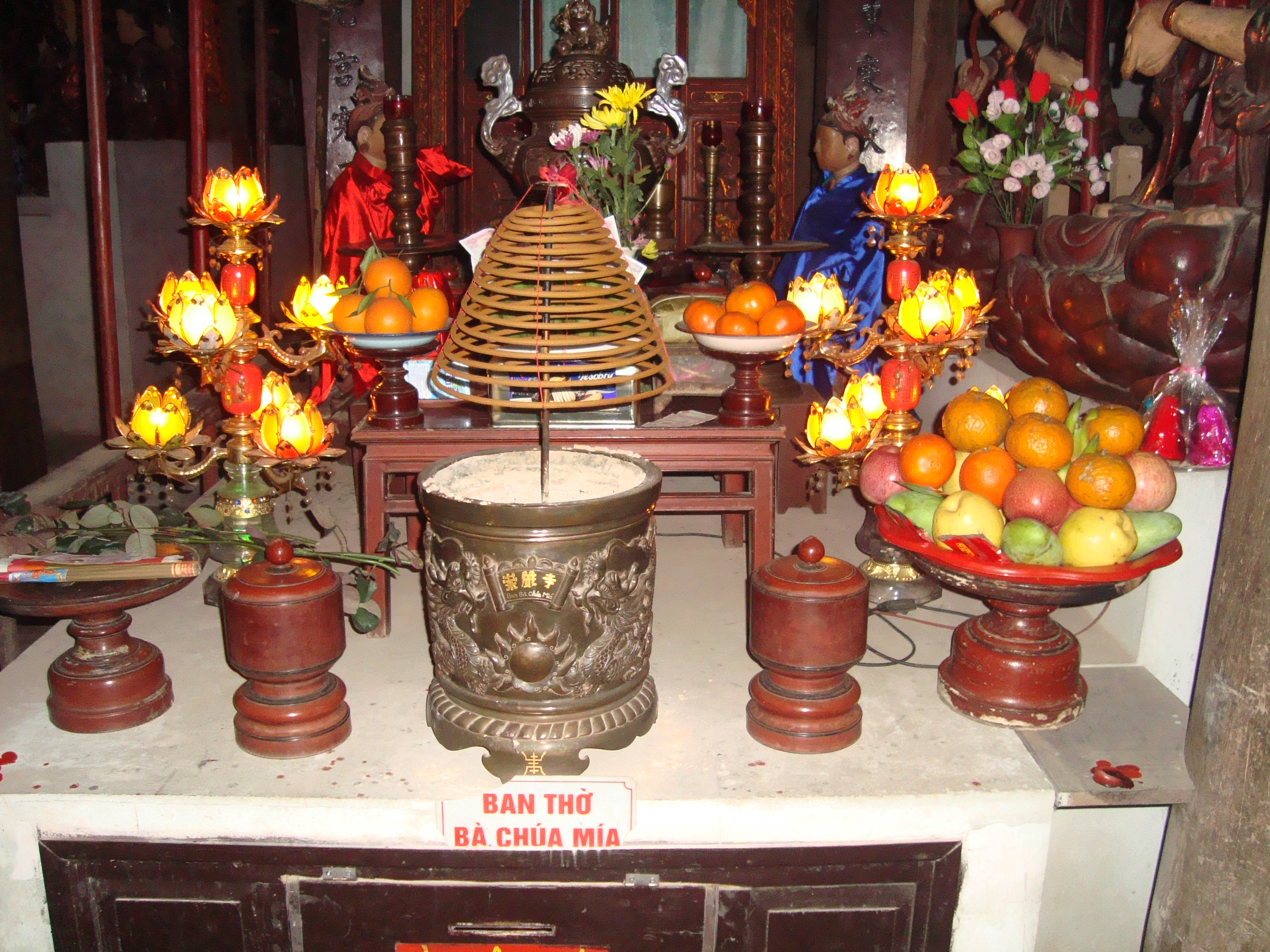
Ban thờ bà chúa Mía.
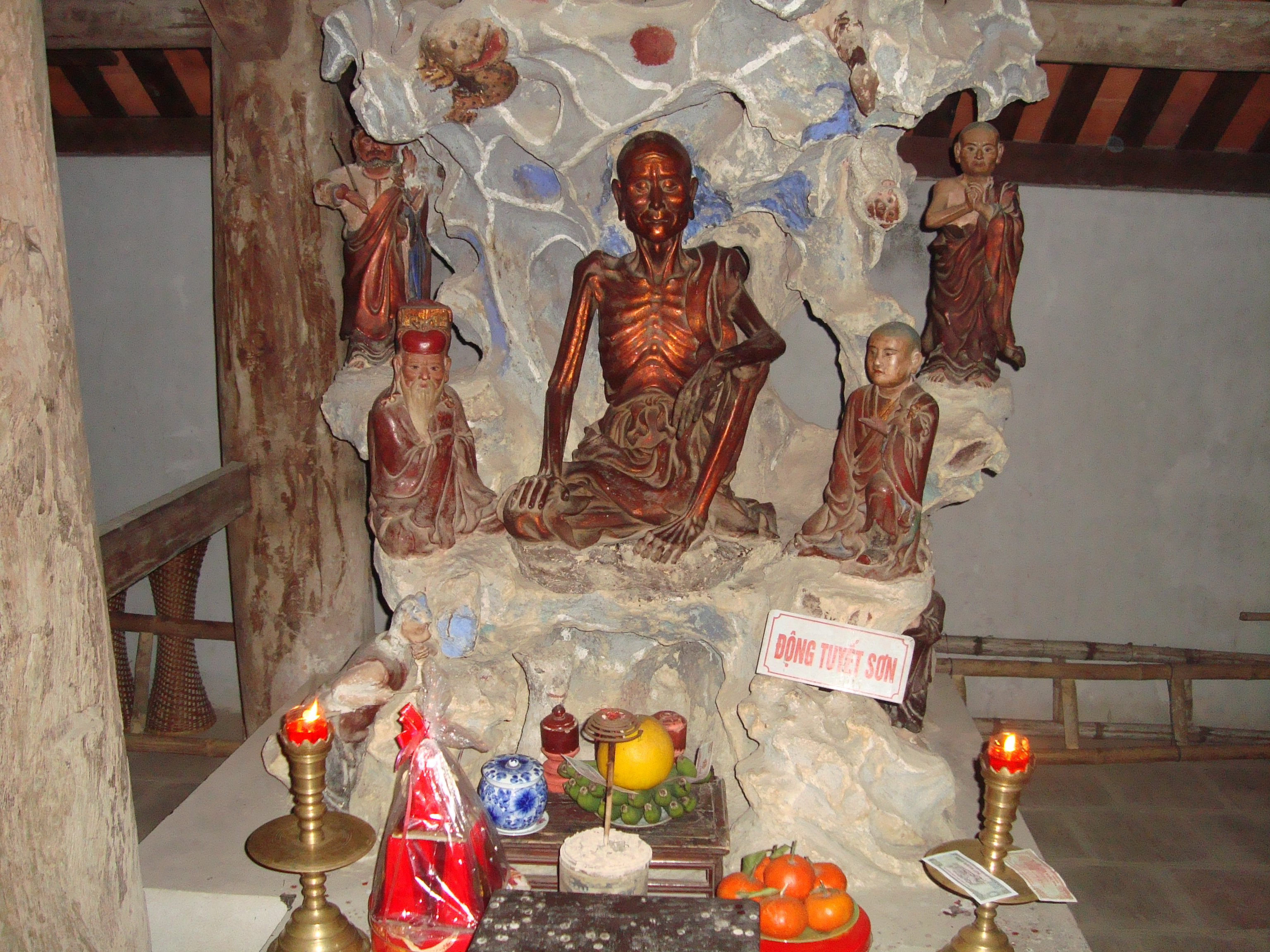
Phật Tuyết Sơn.
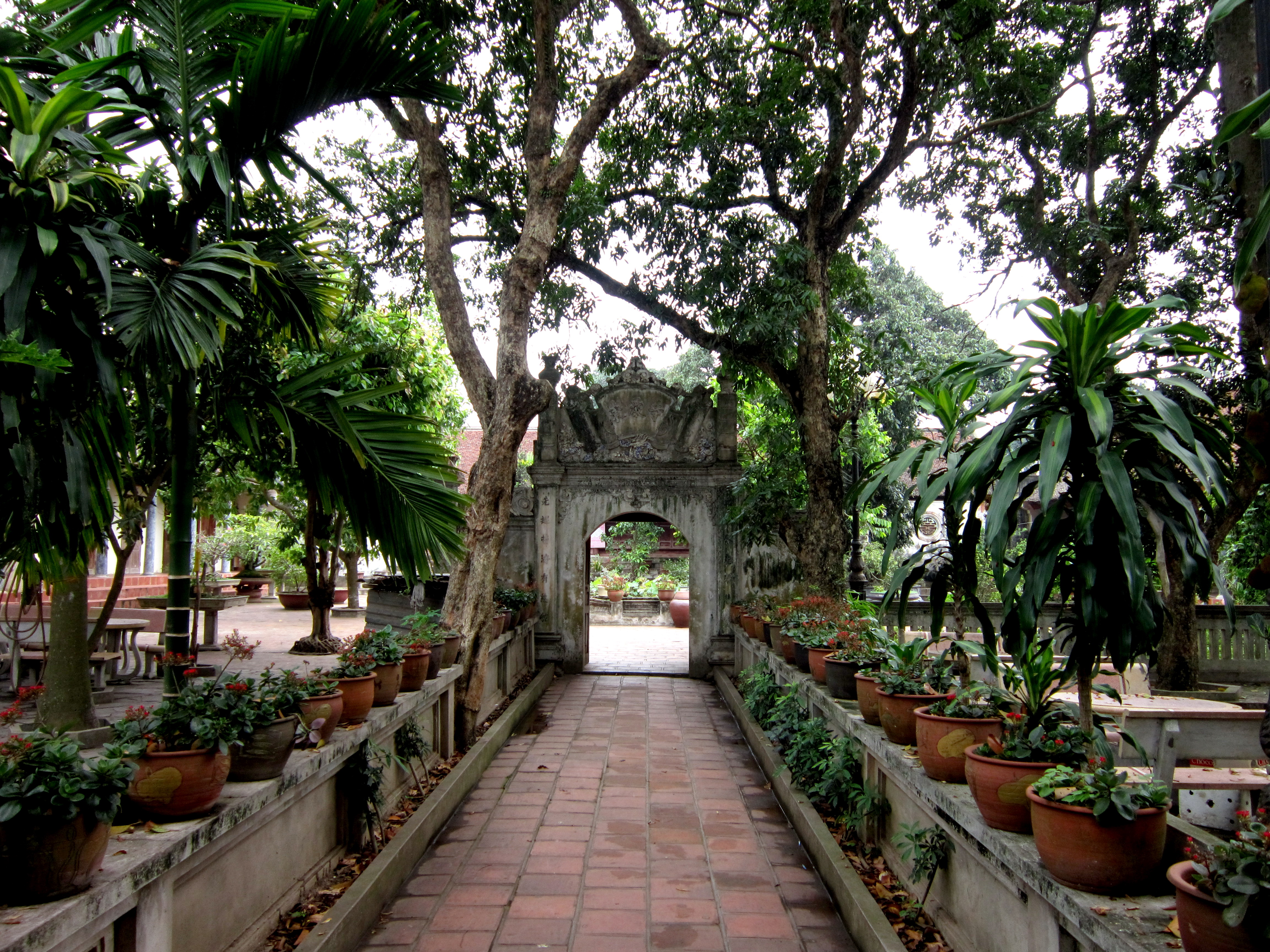
Lối vào chùa Mía.
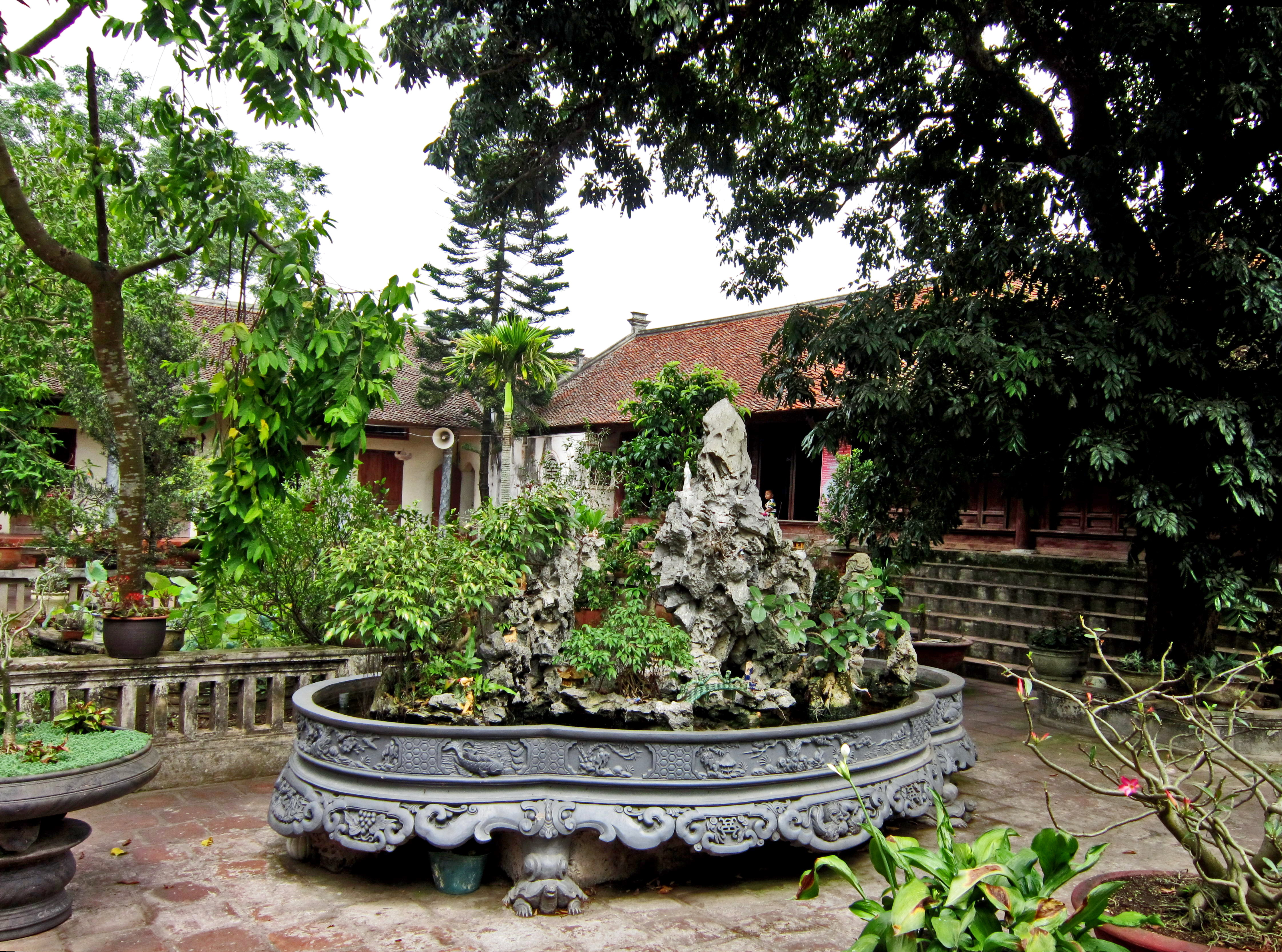
Sân và chánh điện chùa Mía.
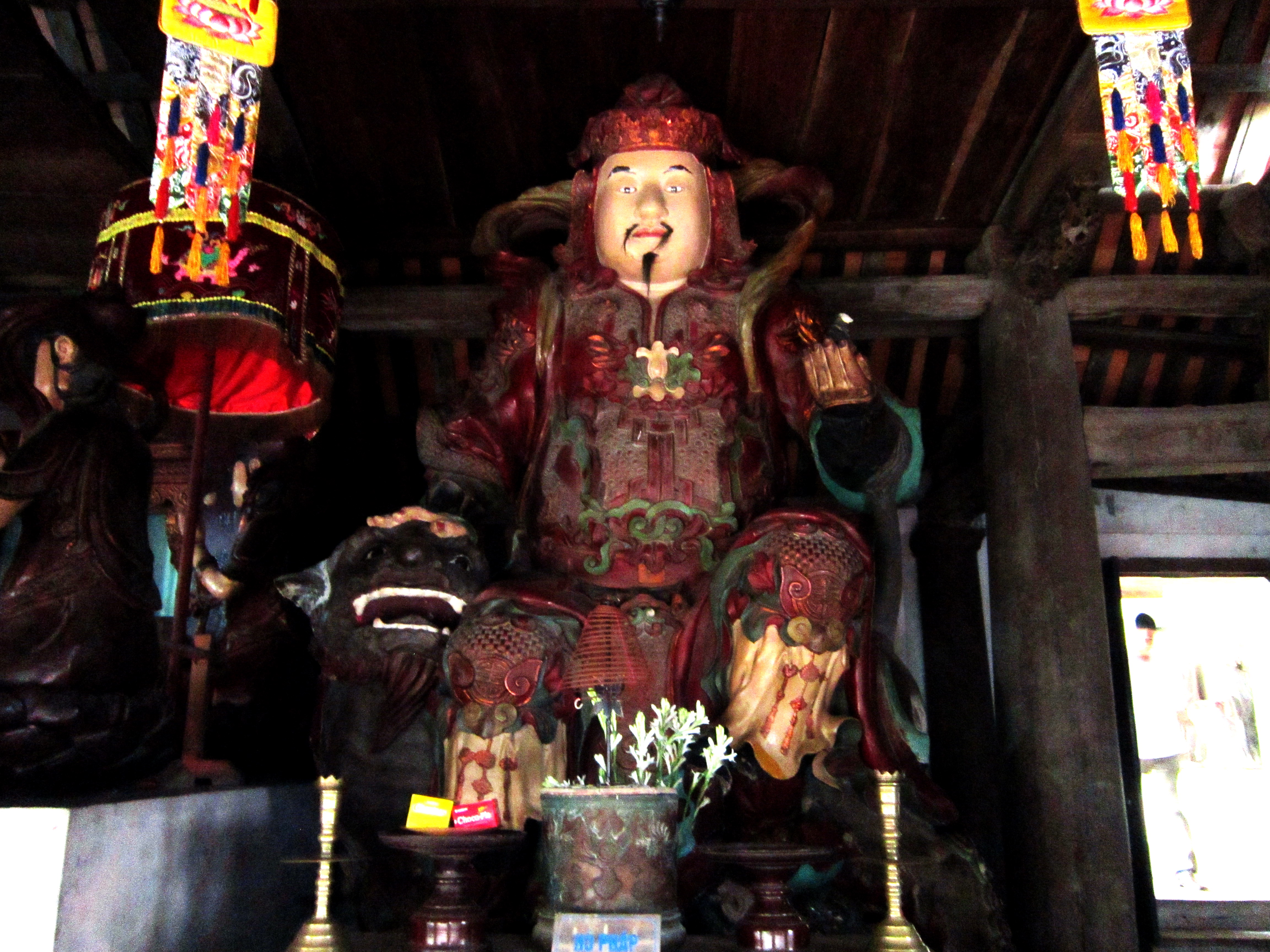
Tượng Thiên vương trong chùa Mía.
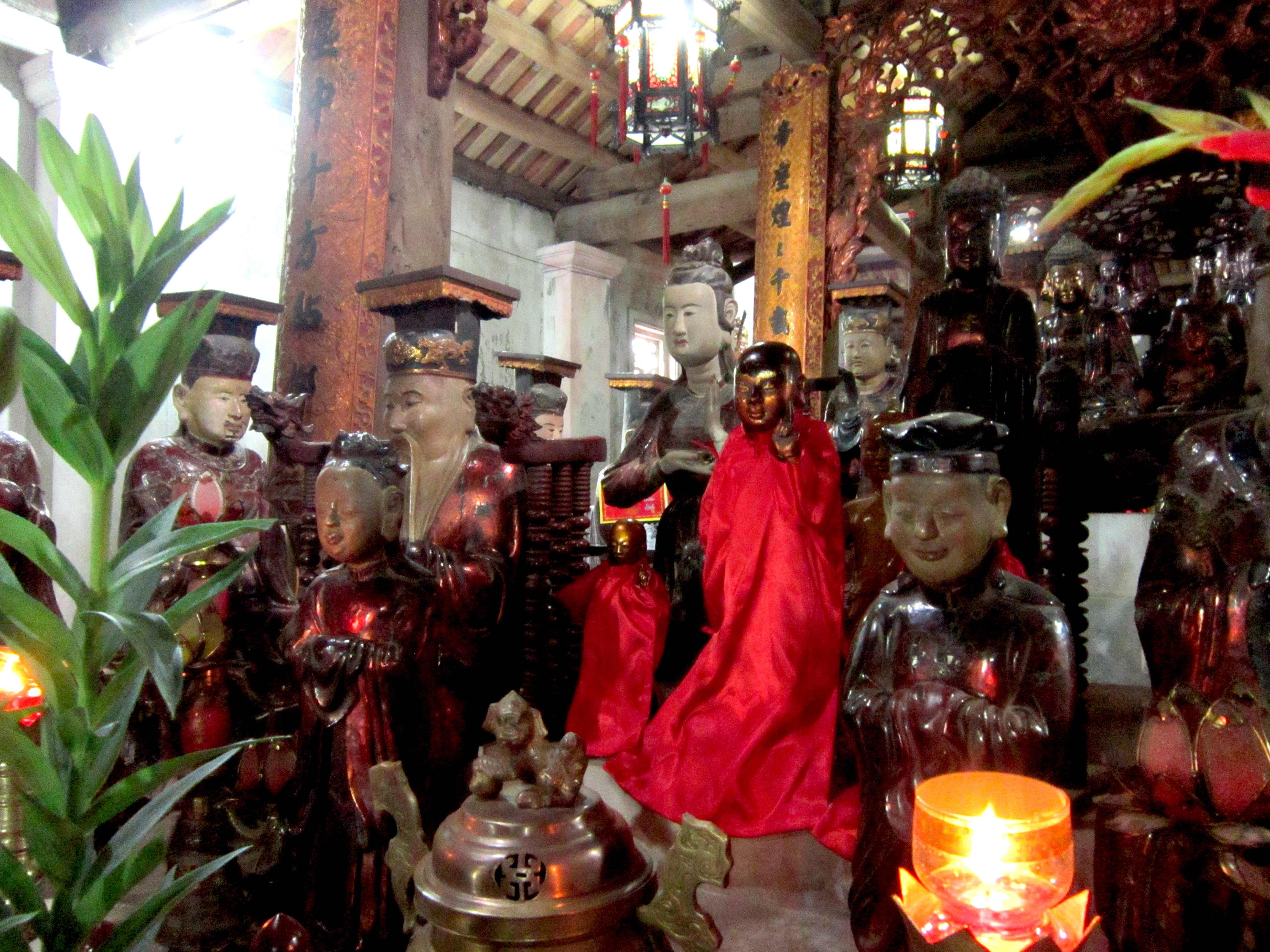
Một số tượng trong chùa Mía.
Tháp chùa MíaTháp chùa Mía